# Annika Zell
Annika Zell, född 24 mars 1965, är en svensk tidigare idrottskvinna, aktiv inom orientering, skidorientering samt längdskidåkning, bosatt i Norge.
I maj 2018 meddelades att hon, från säsongen 2018–2019, tillsammans med Magnus Ingesson blir tränare för svenska damlandslaget i längdskidåkning. Den 17 april 2019 meddelade hon att hon lämnar posten.

## Bakgrund
Annika Zell är uppvuxen i Sundsvall och har tidigare tävlat för Kovlands IF och Sundsvalls OK. Hon är numera bosatt i Lillehammer i Norge och tävlar för Nydalens SK.

## Längdskidåkning
Annika Zell har även tävlat i längdskidåkning, och sluttade åtta på damernas tremil vid svenska mästerskapen 1990 i Östersund.

## Skidorientering
Zell vann guldmedalj i världsmästerskapen i skidorientering (lång bana) 1992 i Pontarlier och 1996 i Lillehammer. Hon vann även guld på korta banan 1998.
I världscupen i skidorientering 1991 och 2000 kom hon på en total andra plats och 1999 på en total tredje plats.

## Orientering
Zell vann O-Ringen 1993 och 1996. Hon kom på en total femte plats i världscupen i orientering 1992. Hon har vunnit Tiomila tre gånger: 1995 och 1996 med Sundsvalls OK och 2006 med Nydalens SK.